# Rheinstetten
Rheinstetten je grad u njemačkoj pokrajini Baden-Württemberg, u okrugu Karlsruhe. Grad leži na rijeci Rajni, blizu granice s Francuskom.

## Stanovništvo
Grad je krajem 2013. imao 20.074 stanovnika.
| Rheinstetten: kretanje broja stanovnika između 1975. i 2013. |        |        |        |        |        |        |        |
| 1975.                                                        | 1980.  | 1987.  | 1990.  | 1995.  | 2000.  | 2007.  | 2013.  |
| 17.936                                                       | 18.814 | 19.065 | 19.405 | 20.046 | 20.333 | 20.404 | 20.074 |

Rheinstetten ima tri gradske četvrti: Forchheim, Mörsch, Neuburgweier, kao i naselje Silberstreifen, koje pripada Forchheimu te je poznato i kao Neuforchheim.
- Grb Forchheima
- Grb Mörscha
- Grb Neuburgweiera

## Gradovi partneri
| Peru      | Palca, Peru          |
| Mađarska  | Vecsés, Mađarska     |
| Francuska | Navarrenx, Francuska |

## Vanjske poveznice
- Službena stranica

### Ostali projekti
|  | Zajednički poslužitelj ima još gradiva o temi Rheinstetten |